# 地理空間情報
地理空間情報（ちりくうかんじょうほう、英語: geospatial information）とは、地理・空間に関係づけられた情報を指す。「地理情報」、「空間情報」もほぼ同義である。
日本では平成19年8月29日に施行された、地理空間情報活用推進基本法（平成19年法律第63号）第2条第1項に定義されている用語で、次の情報を指す。
1. 空間上の特定の地点又は区域の位置を示す情報（当該情報に係る時点に関する情報を含む。）
2. 上記の情報と、上記の情報に関連付けられた情報からなる情報

一説によれば、行政情報の約8割は上記の情報に該当する、つまり「地理空間情報」に相当するといわれている。
地理空間情報は、ある行動を計画・立案・実行する際に役立てることができる。特に、2005年にハリケーン・カトリーナがアメリカ合衆国に襲来した際は、市民らが多くの被害情報をGoogle マップに寄せ、被害の全容が一目瞭然となったように災害時などの緊急対応で威力を発揮する。

## 具体例

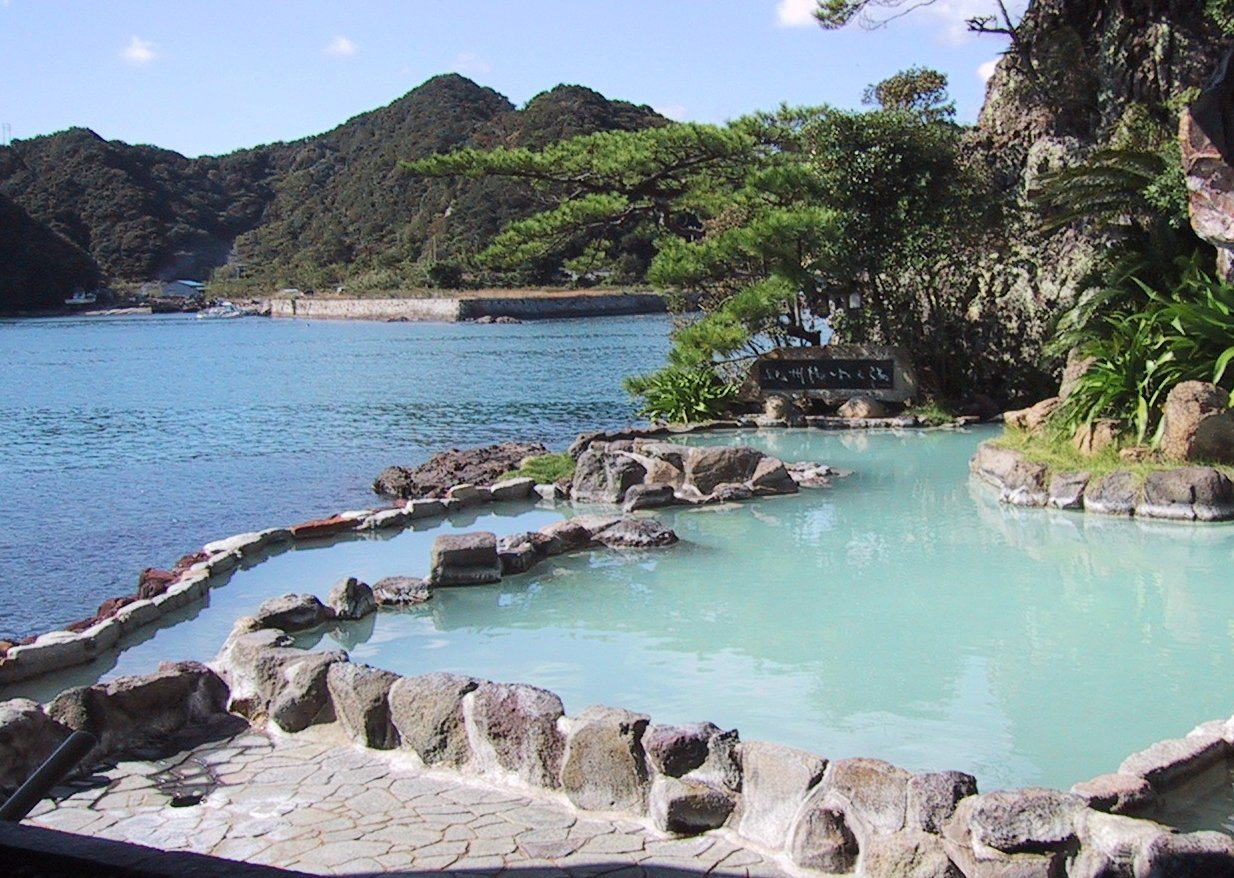
柴崎亮介 監修『地理空間情報活用推進基本法入門』では地理空間情報の具体例としてウィキメディア・コモンズから上の画像を引用している。同書ではこの画像について、位置情報がなければ（地理空間情報として）役に立たないが、「那智勝浦」という場所の情報を添付すると情報価値が高まる、としている。

地理空間情報は日常生活の中に無数に存在している。例えば、何気なく撮影した写真であってもどこで撮影したかが明らかな場合は地理空間情報であり、「近所のラーメン屋の味噌ラーメンは600円である」といった情報も地理空間情報である。更に、道路・看板・建物・樹木といった地表面にあるありとあらゆるものは「位置」という地理空間情報を有している。狭義には、地図・空中写真・統計などのデータや研究者や専門家らがGPS等を用いて取得したデータを地理空間情報という。

## 利用と活用
身近にはカーナビゲーションシステムやインターネット上で提供される地図データがある。行政では都市計画や固定資産の分野で紙媒体の地図として利用されてきたが、2001年（平成13年）頃より「統合型GIS」の概念が登場し、従来のスタンドアローン・限られた人の利用から、共通利用に移行した。またウェブサイト上でハザードマップの公開を行ったり、住民から不法投棄や不審者情報を募るウェブGISを構築している地方公共団体もある。国土地理院では、『基本測量に関する長期計画（平成二一年六月）』の中で、地理空間情報がもたらす新しい社会について、次のような具体像を展望している。
1. 安全で安心できる社会
2. 豊かで暮らしやすい社会
3. 国土環境が良好に保たれる社会
4. 地域がいきいきと自立している社会
5. 新たなビジネスが創生される活力あふれる社会

民間では、行政の作成した地理空間情報に飲食店などの情報を付加した製品を販売したり、出店計画やマーケティングに利用する企業がある。日本においては、日本マクドナルドがGIS（地理情報システム）を活用して出店計画を立て、成功を収めた例は有名である。